# Fondo Nacional para las Artes
El Fondo Nacional para las Artes, más conocida como NEA (por sus siglas en inglés, National Endowment for the Arts), es una agencia independiente del gobierno federal de los Estados Unidos que ofrece apoyo y financiación a proyectos que exhiban excelencia artística. Fue creada en 1965 como agencia independiente del gobierno federal por una ley del Congreso de Estados Unidos, firmada por el presidente Lyndon B. Johnson el 29 de septiembre de 1965 (20 U.S.C. 951). Es una sub agencia de la Fundación Nacional de las Artes y las Humanidades, junto con el Fondo Nacional para las Humanidades, el Consejo Federal de las Artes y las Humanidades y el Instituto de Servicios de Museos y Bibliotecas.
La NEA tiene sus oficinas en Washington, D.C. Fue galardonada con el Premio Tony Honors for Excellence in Theatre en 1995, así como con el Especial Tony Award en 2016. En 1985, la NEA ganó un Óscar honorífico de la Academia de las Artes y las Ciencias Cinematográficas por su trabajo con el American Film Institute en la identificación, adquisición, restauración y conservación de películas históricas. En 2016 y de nuevo en 2017, la NEA recibió nominaciones a los Emmy de la Academia de Televisión en la categoría "Outstanding Short Form Nonfiction or Reality Series".

## Historia y propósito
El Fondo Nacional para las Artes fue creado durante el mandato del presidente Lyndon B. Johnson bajo los auspicios generales de la Gran Sociedad. Según la historiadora Karen Patricia Heath, "Johnson personalmente no estaba muy interesado en la adquisición de conocimientos, culturales o de otro tipo, por sí mismos, ni tenía tiempo para la apreciación del arte o para reunirse con artistas."
El NEA está "dedicado a apoyar la excelencia en las artes, tanto nuevas como establecidas; llevar las artes a todos los estadounidenses; y proporcionar liderazgo en la educación artística".

## Subvenciones
Entre 1965 y 2008, la agencia ha otorgado más de 128,000 subvenciones, con un total de más de $5 mil millones. Desde mediados de los años ochenta hasta mediados de los noventa, el Congreso otorgó al NEA una financiación anual de entre $160 y $180 millones. En 1996, el Congreso redujo la financiación del NEA a $99.5 millones como resultado de la presión de grupos conservadores, incluyendo la Asociación Americana de la Familia, quienes criticaron a la agencia por usar dólares de impuestos para financiar artistas altamente controvertidos como Barbara DeGenevieve, Andres Serrano, Robert Mapplethorpe y los artistas de performance conocidos como los "Cuatro del NEA". Desde 1996, el NEA se ha recuperado parcialmente con un presupuesto de $146.21 millones en 2015. Para el año fiscal 2010, el presupuesto alcanzó el nivel que tenía a mediados de los noventa con $167.5 millones, pero cayó nuevamente en el año fiscal 2011 con un presupuesto de $154 millones.

## Gobernanza
El NEA está gobernado por un presidente nominado por el presidente para un mandato de cuatro años y sujeto a confirmación del Congreso. El comité asesor del NEA, el Consejo Nacional de las Artes, asesora al presidente sobre políticas y programas, así como revisa las solicitudes de subvenciones, las pautas de recaudación de fondos y la iniciativa de liderazgo. Este cuerpo consiste en 14 individuos nombrados por el presidente por su experiencia y conocimiento en las artes, además de seis miembros ex officio del Congreso que sirven en una capacidad no votante.

## Presidentes
- 1965–1969 Roger L. Stevens, designado por Lyndon B. Johnson
- 1969–1977 Nancy Hanks, designada por Richard M. Nixon
- 1977–1981 Livingston L. Biddle, Jr., designado por Jimmy Carter
- 1981–1989 Frank Hodsoll, designado por Ronald Reagan
- 1989–1992 John Frohnmayer, designado por George H. W. Bush
- 1993–1997 Jane Alexander, designada por Bill Clinton
- 1998–2001 Bill Ivey, designado por Bill Clinton
- 2002 Michael P. Hammond, designado por George W. Bush
- 2002–2003 Eileen Beth Mason, Presidenta interina, designada por George W. Bush
- 2003–2009 Dana Gioia, designada por George W. Bush
- 2009 Patrice Walker Powell, Presidenta interina, designada por Barack Obama[10]
- 2009–2012 Rocco Landesman, designado por Barack Obama[11]
- 2012–2014 Joan Shigekawa, Presidenta interina, designada por  Barack Obama
- 2014–2018 R. Jane Chu, designada por  Barack Obama
- 2019–2021 Mary Anne Carter, designada por Donald Trump
- 2021– Maria Rosario Jackson, designada por Joe Biden.